# Gran Premi de Bahrain del 2008
El Gran Premi de Bahrain de Fórmula 1 de la Temporada 2008 s'ha disputat el 6 d'abril del 2008 al circuit de Sakhir, a Bahrain.

## Qualificacions del dissabte
| Pos. | Pilot                | Equip                 | Temps Q1 | Temps Q2 | Temps Q3 |
| ---- | -------------------- | --------------------- | -------- | -------- | -------- |
| 1    | Robert Kubica        | BMW Sauber            | 1:32.893 | 1:31.745 | 1:33.096 |
| 2    | Felipe Massa         | Ferrari               | 1:31.937 | 1:31.188 | 1:33.123 |
| 3    | Lewis Hamilton       | McLaren - Mercedes    | 1:32.750 | 1:31.922 | 1:33.292 |
| 4    | Kimi Räikkönen       | Ferrari               | 1:32.652 | 1:31.933 | 1:33.418 |
| 5    | Heikki Kovalainen    | McLaren - Mercedes    | 1:33.057 | 1:31.718 | 1:33.488 |
| 6    | Nick Heidfeld        | BMW Sauber            | 1:33.137 | 1:31.909 | 1:33.737 |
| 7    | Jarno Trulli         | Toyota                | 1:32.493 | 1:32.159 | 1:33.994 |
| 8    | Nico Rosberg         | Williams - Toyota     | 1:32.903 | 1:32.185 | 1:34.015 |
| 9    | Jenson Button        | Honda                 | 1:32.793 | 1:32.362 | 1:35.057 |
| 10   | Fernando Alonso      | Renault               | 1:32.947 | 1:32.345 | 1:35.115 |
| 11   | Mark Webber          | Red Bull - Renault    | 1:33.194 | 1:32.371 |          |
| 12   | Rubens Barrichello   | Honda                 | 1:32.944 | 1:32.508 |          |
| 13   | Timo Glock           | Toyota                | 1:32.800 | 1:32.528 |          |
| 14   | Nelson Piquet Jr.    | Renault               | 1:32.975 | 1:32.790 |          |
| 15   | Sébastien Bourdais   | Toro Rosso - Ferrari  | 1:33.415 | 1:32.915 |          |
| 16   | Kazuki Nakajima      | Williams - Toyota     | 1:33.386 | 1:32.943 |          |
| 17   | David Coulthard      | Red Bull - Renault    | 1:33.433 |          |          |
| 18   | Giancarlo Fisichella | Force India - Ferrari | 1:33.501 |          |          |
| 19   | Sebastian Vettel     | Toro Rosso - Ferrari  | 1:34.127 |          |          |
| 20   | Adrian Sutil         | Force India - Ferrari | 1:33.562 |          |          |
| 21   | Anthony Davidson     | Super Aguri - Honda   | 1:34.140 |          |          |
| 22   | Takuma Sato          | Super Aguri- Honda    | 1:35.725 |          |          |

### Nota
- És la primera pole tant per Robert Kubica com pel seu equip BMW Sauber.

## Cursa
| Pos | Cotxe | Pilot                | Equip                 | Voltes | Temps/ Retir.   | Pos. de sort. | Punts |
| --- | ----- | -------------------- | --------------------- | ------ | --------------- | ------------- | ----- |
| 1   | 2     | Felipe Massa         | Ferrari               | 57     | 1:31:06.970     | 2             | 10    |
| 2   | 1     | Kimi Räikkönen       | Ferrari               | 57     | + 3.339 s       | 4             | 8     |
| 3   | 4     | Robert Kubica        | BMW Sauber            | 57     | + 4.998 s       | 1             | 6     |
| 4   | 3     | Nick Heidfeld        | BMW Sauber            | 57     | + 8.409 s       | 6             | 5     |
| 5   | 23    | Heikki Kovalainen    | McLaren - Mercedes    | 57     | + 26.789 s      | 5             | 4     |
| 6   | 11    | Jarno Trulli         | Toyota                | 57     | + 41.314 s      | 7             | 3     |
| 7   | 10    | Mark Webber          | Red Bull - Renault    | 57     | + 45.473 s      | 11            | 2     |
| 8   | 7     | Nico Rosberg         | Williams - Toyota     | 57     | + 55.889 s      | 8             | 1     |
| 9   | 12    | Timo Glock           | Toyota                | 57     | + 1:09.500 min. | 13            |       |
| 10  | 5     | Fernando Alonso      | Renault               | 57     | + 1:17.181 min. | 10            |       |
| 11  | 17    | Rubens Barrichello   | Honda                 | 57     | + 1:17.862 min. | 12            |       |
| 12  | 21    | Giancarlo Fisichella | Force India - Ferrari | 56     | + 1 Volta       | 18            |       |
| 13  | 22    | Lewis Hamilton       | McLaren - Mercedes    | 56     | + 1 Volta       | 3             |       |
| 14  | 8     | Kazuki Nakajima      | Williams - Toyota     | 56     | + 1 Volta       | 16            |       |
| 15  | 14    | Sébastien Bourdais   | Toro Rosso - Ferrari  | 56     | + 1 Volta       | 15            |       |
| 16  | 19    | Anthony Davidson     | Super Aguri - Honda   | 56     | + 1 Volta       | 21            |       |
| 17  | 18    | Takuma Sato          | Super Aguri - Honda   | 56     | + 1 Volta       | 22            |       |
| 18  | 9     | David Coulthard      | Red Bull - Renault    | 56     | + 1 Volta       | 17            |       |
| 19  | 20    | Adrian Sutil         | Force India - Ferrari | 56     | + 2 Voltes      | 20            |       |
| Ret | 6     | Nelson Piquet Jr.    | Renault               | 40     | Caixa canvi     | 14            |       |
| Ret | 16    | Jenson Button        | Honda                 | 19     | Col·lisió       | 9             |       |
| Ret | 15    | Sebastian Vettel     | Toro Rosso - Ferrari  | 0      | Motor           | 19            |       |

## Altres
- Pole: Robert Kubica

- Volta ràpida: Heikki Kovalainen

| Anterior G.P.: Gran Premi de Malàisia del 2008 | FIA 2008 Fórmula 1 Campionat mundial | Següent G.P.: Gran Premi d'Espanya del 2008  |
| Anterior G.P.: Gran Premi de Bahrain del 2007  | Gran Premi de Bahrain                | Següent G.P.: Gran Premi de Bahrain del 2009 |